# Embajada de España en Kenia
La Embajada de España en Kenia es la máxima representación legal del Reino de España en la República de Kenia. También está acreditada en Uganda (1969) y Somalia (1988), así como ante la Programa de Naciones Unidas para los Asentamientos Humanos (ONU-Hábitat) y Programa de Naciones Unidas para el Medio Ambiente (PNUMA) que tienen su sede en Nairobi.

## Embajador
La actual embajadora es Cristina Díaz Fernández-Gil, quien fue nombrado por el gobierno de Pedro Sánchez el 24 de agosto de 2021.

## Misión diplomática
El Reino de España está representado a través de la embajada española ubicada en Nairobi, capital de Kenia, creada en 1967. La embajada española también tiene autoridad sobre tres consulados honorarios en Mombasa (Kenia), Kampala, capital de Uganda, y finalmente en Mogadiscio aunque este se encuentra actualmente vacante.

## Historia
En 1965 España estableció relaciones diplomáticas con Kenia, dos años después de la independencia del país del Reino Unido, aunque a nivel de embajadores se produjo en 1967. 
Además España mantiene, a través de la embajada en el país africano, la Representación Permanente de España ante el Programa de Naciones Unidas para el Medio Ambiente (PNUMA) y el Programa de Naciones Unidas para los Asentamientos Humanos (ONU-Hábitat)

## Demarcación
La embajada española de Kenia está acreditada también en: 
- República de Uganda: Uganda estableció relaciones diplomáticas con España en 1969, desde entonces los asuntos diplomáticos han estado incluidos en la Embajada española en Kenia.

- República Federal de Somalia: las relaciones diplomáticas entre ambos países han sido de baja intensidad desde 1973 cuando quedaron bajo la Embajada española en El Cairo  hasta 1978. Ese año pasaron a depender de la Embajada española en Sudán. Finalmente, desde 1988 la Embajada española en Kenia a cargo de los asuntos en el país del Cuerno de África. La inestabilidad del país y la guerra civil que asola el país desde 1991 han limitado las relaciones hasta el punto de que el consulado honorario español esta vacante. España se involucró, a través de la Unión Europea en la Operación Atalanta, una operación naval contra la piratería en el Océano Índico llevada a cabo principalmente por piratas de origen somalí.

En el pasado la embajada de Nairobi estuvo acreditada en: 
- República de Madagascar: la Embajada no residente fue creada en Antananarivo dependiente de la Embajada española en Adís Abeba, capital de Etiopía. Fue incluida en la demarcación de Kenia entre 1968 y 1991, año en que pasó a depender de la Embajada española en Tanzania. Las relaciones diplomáticas entre ambos países se iniciaron en 1966 y se han basado en la cooperación y en la lucha contra la piratería. Desde 1994 dependen de la Embajada española en Pretoria.

- República de las Seychelles: las relaciones entre España y las Seychelles comenzaron a nivel de embajadores en 1978 cuando fue adscrita a la demarcación de la Embajada española en Etiopía. En 1993 pasó a depender de la Embajada española en Kenia hasta 2003 cuando regresó a la demarcación de la Embajada española en Etiopía.

- Estado de Eritrea: el país africano se independizó en 1993 de Etiopía tras una cruenta guerra. Los asuntos diplomáticos quedaron dentro de la demarcación de la Embajada española en Etiopía, pero en 2003 fueron adscritos a Kenia hasta 2006, cuando pasaron a depender de la Embajada española en Sudán.